# Martha Olivo
Damacia Lourdes Villegas Olivo, (Caracas, Venezuela, 11 de diciembre de 1920 - Ibidem, 16 de octubre del 2016), más conocida como Martha Olivo, fue una primera actriz y humorista venezolana, quien se hizo famosa por interpretar al personaje de "Malula", en uno de los sketchs del desaparecido programa humorístico Radio Rochela.

## Biografía
Con casi 18 años de edad, Damacia ya tenía un trabajo estable en una fábrica de colchones pero, a pesar de esto, la joven tenía el sueño de ser una estrella. Pero antes, había un gran obstáculo que superar: Un estricto padre que rechazaba cualquier incursión de su hija en el mundo del espectáculo. Después de terminar su turno en la compañía, ella se iba a la -ya desaparecida- emisora radial Radio Cultura para participar en cuanto concurso de radioaficionados había y siempre salía airosa y con un premio en la mano por lo que, tras adoptar el nombre artístico de Martha Olivo, ella empezó formalmente en la radio de la mano de Amador Bendayán en programas como Don Facundo Garrote y La bodega de la esquina y luego en programas institucionales de corte popular como ¡Cierra ese chorro, María!, para el Instituto Nacional de Obras Sanitarias y ¡Seguro, María! para el Instituto Venezolano de los Seguros Sociales.
Su primera oportunidad en cine se la da en 1949 Tomás Henríquez, quien la recomienda a Juan Carlos Thorry para actuar en la película Yo quiero una mujer así, con la participación de su viejo compañero Amador Bendayán y otros como Renny Ottolina, Héctor Monteverde, Olga Zubarry y La Billo's Caracas Boys.
Con la llegada de la televisión a Venezuela, en la década de los 50 Olivo llega a ese nuevo medio al formar parte del elenco fundador de Radio Caracas Televisión tras su inauguración (el 15 de noviembre de 1953). Debutó con el presentador Víctor Saume en El Show de las doce. Luego vinieron infinidad de programas humorísticos y telenovelas hasta que, a mediados de la década de los 60, Olivo renunció a ese canal para irse a la recién inaugurada Cadena Venezolana de Televisión, donde participó en programas humorísticos como Pent House (junto a José Luis Rodríguez, Eliseo Perera, Richard Herd y Mauricio González), para luego protagonizar Tony Gozadera (con Pepeto López, Rosario Prieto y el actor peruano Eduardo Rojas "Monicaco").
A comienzos de la década de los 70, Olivo retornó a RCTV para actuar en varias telenovelas e igualmente en los programas de comedia Radio Rochela y Genovevo (nuevamente junto a Pepeto López y Kiko Mendive). En la década de los 80, llegó uno de los grandes roles de su carrera: "Malula", personaje central del sketch "Asocerro" (Asociación de Vecinos del Cerro), que terminó por encumbrarla dentro del acervo histórico de la televisión venezolana, hasta el punto de que gracias a dicho personaje Ismenia de Villalba (del partido Unión Republicana Democrática) la convence de lanzarse como candidata a concejal por el entonces Departamento Libertador de Caracas en las elecciones para Concejos Municipales de Venezuela de 1984 y terminó siendo elegida.
Martha Olivo, quien tenía una salud y lucidez bastante envidiables para su avanzada edad, falleció el domingo 16 de octubre de 2016 (dos meses antes de cumplir los 96 años de edad) tras sufrir un accidente cerebrovascular (ACV).

## Filmografía parcial

### Televisión

#### Telenovelas
- Bárbara (RCTV, 1970-1971)... Dorotila
- La usurpadora (RCTV, 1971-1972) ... Mamie
- La doña (RCTV, 1972) ... Filomena
- Sacrificio de mujer (RCTV, 1972-1973) ... Isidra
- Raquel (RCTV, 1973-1975) ... Toribia
- Doña Bárbara (RCTV, 1974) ... Casilda
- La indomable (RCTV, 1974-1975) ... Santa
- La Trepadora (RCTV, 1975)
- Valentina (RCTV, 1975-1976) ... Raquel
- Angélica (RCTV, 1976) ... Alegría
- Tormento (RCTV, 1977)
- El ángel rebelde (RCTV, 1978) ... Madre de Moncho
- Sangre azul (RCTV, 1979).... Nana Clotilde
- Estefanía (RCTV, 1979) ... Teresa
- Natalia de 8 a 9 (RCTV, 1980) ... Irma
- La Goajirita (RCTV, 1982) ... Chimina
- ¿Qué pasó con Jacqueline? (RCTV, 1982) ... Raquel
- Acusada (RCTV, 1984) ... Doña Pancha
- Todo por tu amor (Venevisión, 1997) ... Elodia Arteaga viuda de Rangel
- Samantha (Venevisión, 1998) ... Doña Teodora Torrealba
- Te tengo en salsa (RCTV, 2006) ... Mamá Juana

#### Programas de Comedia
- El Show de las doce (RCTV) ... Diversos personajes
- Así es Joselo (RCTV)
- Pent House (Cadena Venezolana de Televisión, 1968)
- Tony Gozadera (Cadena Venezolana de Televisión, 1968)
- Radio Rochela (RCTV) ... Diversos personajes
- Genovevo (RCTV, 1976)

#### Minisieries
- Gómez II (RCTV, 1981) ... Alicia Josefina

### Cine
- Yo quiero una mujer así (1949) ... Soledad
- Dos gallos en palenque (1959)
- Cuentos para mayores (1963)
- Bárbara (1974)
- La bomba (1975)
- Sagrado y obsceno (1976)
- La invasión (1977)